# 维尔特·亨里克
维尔特·亨里克（Werth Henrik，1881年12月26日—1952年5月28日）是一位匈牙利军官，曾在二战期间担任匈牙利军队总参谋长。

## 生平
1897年，他成為奧匈帝國陸軍中的一位候补军官，后在一战期间快速升迁。至1918年，他已是中校。奥匈帝国解体后，他又曾为匈牙利蘇維埃共和國服役，指挥匈牙利红军第1军，后来又曾指挥过第7步兵师。
匈牙利苏维埃政权垮台后维尔特继续服役，1920年晋升为上校，1926年晋升为少将。他曾在总参谋部学院任教，在此期间曾短暂担任过总参谋部的作战局长。1936年，维尔特被军队强制退伍。但在1938年，他又被召回了军队，担任总参谋长。
维尔特有德意志人血统，因此支持匈牙利加入二战，认为本国能凭借协助纳粹德国而得利。后来，他未经摄政霍爾蒂·米克洛什许可便向德方保证匈牙利陆军的所有部队都能参战，后因此被解职。
1945年2月，已经再度退休的维尔特被苏军召回军队，之后马上被逮捕。匈牙利人民法庭以战争罪判处他死刑。他之后被转送到了苏联，并于1952年死在苏联。